# Davide Lo Schiavo
Davide Lo Schiavo (Milano, ...) è uno sceneggiatore e drammaturgo italiano.

## Biografia
Nato a Milano, città in cui vive e lavora, inizia la sua formazione artistica come attore frequentando diverse compagnie di teatro lombarde, e partecipando a numerosi spettacoli. È laureato in Scienze Umanistiche per la Comunicazione e si è diplomato in scrittura cine-televisiva presso la Civica Scuola di Cinema Luchino Visconti di Milano. Inizia la sua carriera come allievo di Pasquale Plastino.
Il suo film di diploma, una commedia corale dal titolo "Era Meglio Peter Pan", scritto in collaborazione con il maestro Plastino, Claudia Palermiti e Donato Semeraro, attira subito l'attenzione del mercato e viene opzionato nel 2015 da Recalcati Multimedia per la regia di Max Croci.

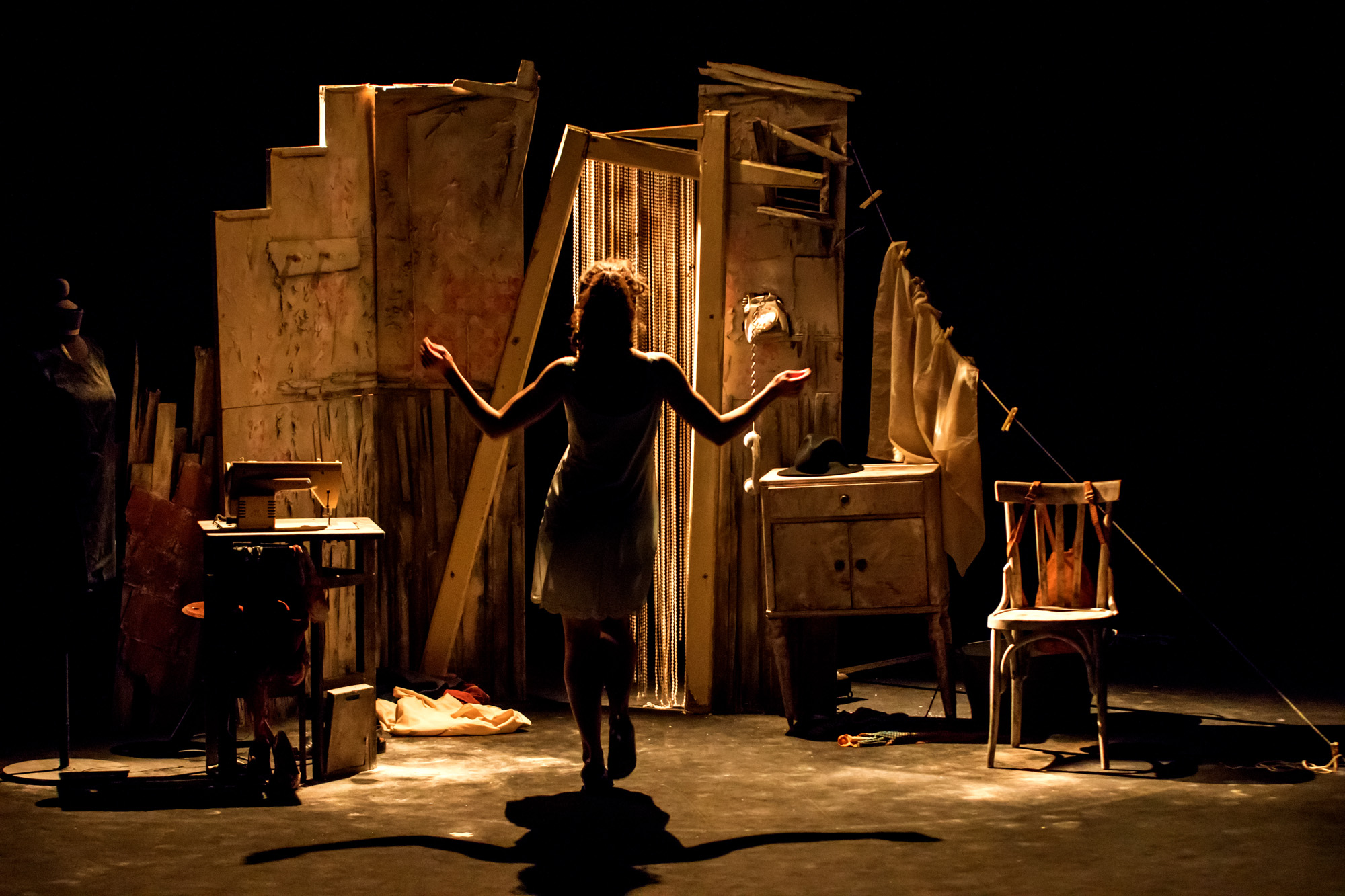
Maria Sotterrata, foto di scena del 2018. La protagonista, Maria Fantìn, è interpretata dall'attrice Sara Valeria Costantin.

Nel 2016 è anche autore del testo teatrale Maria Sotterrata, un monologo tragicomico ambientato a Gemona del Friuli e scritto in occasione del 40º anniversario del terremoto del Friuli Venezia Giulia del 1976. Il testo debutta in Friuli con grande successo nell'agosto 2016, parte in tournée in diverse sale lombarde e viene premiato al Premio Sonia Bonacina 2017 tra i primi tre spettacoli. Viene rappresentato in stagione al Teatro Libero di Milano dal 13 al 17 febbraio 2017, ottenendo buone recensioni di critica, con la regia di Valentina Malcotti e l'interpretazione dell'attrice Sara Valeria Costantin.
Nel 2017 è impegnato su alcuni progetti internazionali: è autore di un soggetto per un lungometraggio tra Italia e Albania su Pietro Marubi, il primo fotografo dei Balcani nel 1800. Un lavoro, quest’ultimo, che ha riscontrato molto interesse arrivando sesto classificato al Premio Vincenzoni 2017 e venendo selezionato al Montecatini International Film Festival agli Authors’ Days 2017.
Sempre nel 2017, ha collaborato con il regista Ali Younis nella scrittura del di Under the Rug, documentario sul tema dei matrimoni misti tra diverse religioni in Siria, presentato all'Istituto Luce come candidato alla selezione per la Berlinale 2019 e selezionato in concorso al London International Documentary Film Festival 2019. Nel 2020 è vincitore al NIFF LONDON 2020 della Special Jury Mention: "Film about refugee crisis".
Nel 2017 vince il concorso di scrittura Milano Mon Amour con la serie tv  "ll Grande Smog", scritta con la collaboratrice Paula Corbellini. La serie riscontra l'interesse di Cattleya alla quale viene presentato il concept e il pilota per sviluppi futuri. Attualmente il progetto è fase di scrittura.
Nel 2018 produce, scrive e dirige uno short movie sulla passione, dal titolo “Radici”, in occasione di un contest promosso da Campari Red Passion. Il lavoro riscontra notevole successo e si avvale della collaborazione di Petra Valentini, attrice teatrale e cinematografica nota per la collaborazione nello spettacolo di Toni Servillo, Elvira.

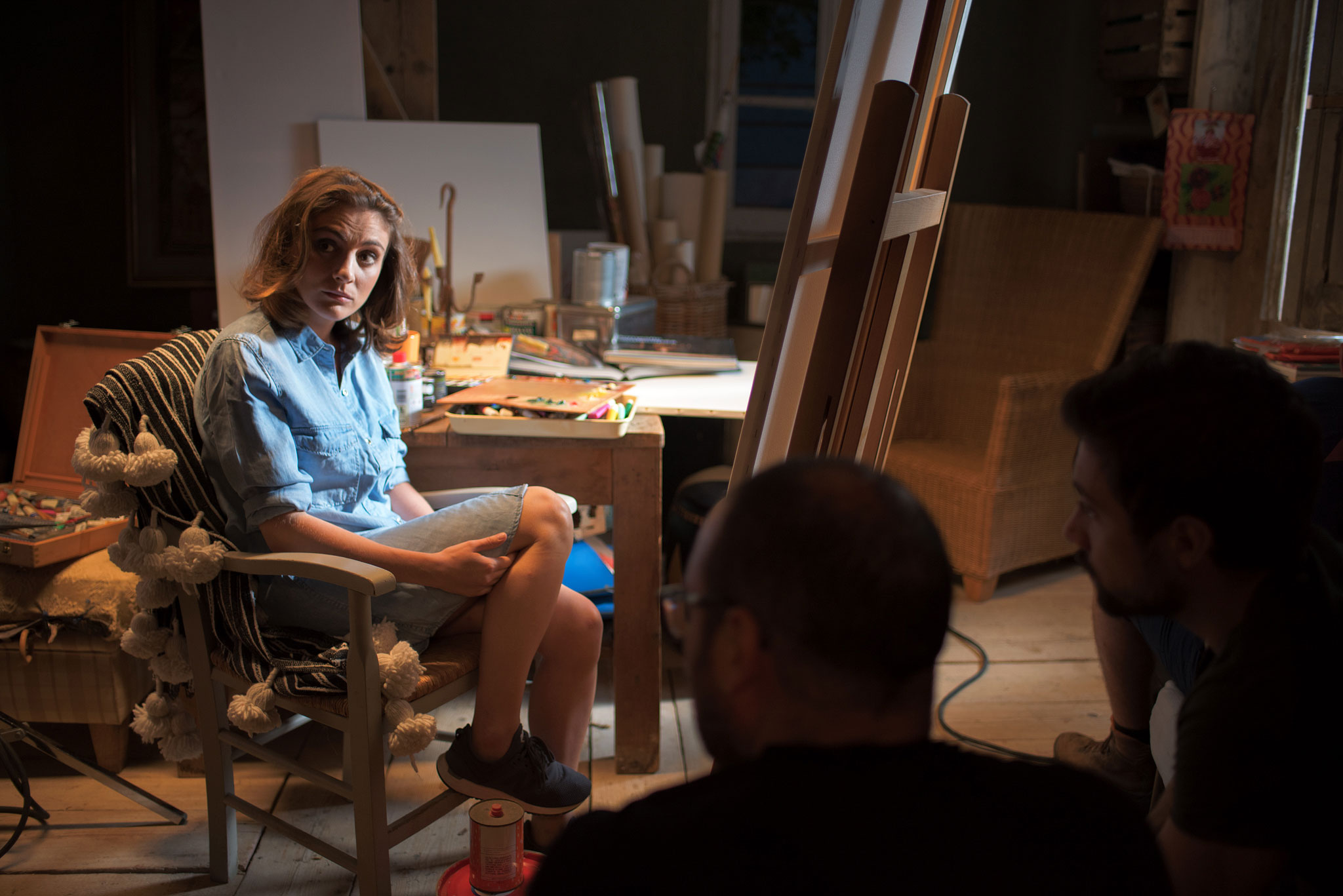
Radici. Foto di backstage. La protagonista Frida, una pittrice in preda al vuoto creativo, è interpretata dall'attrice Petra Valentini. foto di Luca Gennatiempo.

Nel 2019 debutta il suo spettacolo "Fuori dai denti", monologo scritto per l'attrice Enrica Barel, sulla tematica delle menzogne che le donne dicono a loro stesse.
Nel settembre 2019 il suo ultimo medio metraggio "La matematica dell’Eco", scritto con l'autore Massimo Guastella, viene selezionato tra i finalisti del Firenze Corti Film Festival 2019 nella sezione sceneggiature.
Nel luglio 2019 viene pre-selezionato nella short list per il programma di scrittura seriale RACCONTI 8 di IDM Script Lab, Sud-Tirol Alto Adige, con il concept di serie originale "The Acrobat", scritto con la collega autrice Maja Costa. A marzo 2020 il progetto è poi selezionato tra i quattro finalisti call for project for STUDIO 21 a Series Mania 2020 di Lille e al Serien Camp 2020 di Monaco di Baviera.
A settembre 2020 il soggetto del suo ultimo film “Noctambules” è selezionato tra i progetti in sviluppo al TFL NEXT del TorinoFilmLab per il Film Development 2020.

## Filmografia

### Cinema

#### Regia
- Radici, co regia di Claudia Palermiti (2018)
- Dov'è il mio corpo? cortometraggio con Alessandro Letizia (2020)

#### Sceneggiatore
- L'inizio, regia di Marta Salvucci – cortometraggio (2014)
- Era meglio Peter Pan, regia Max Croci (2016)
- Marubi (2016)
- Radici, co regia di Claudia Palermiti (2018)
- La matematica dell'Eco, mediometraggio (2019)
- Noctambules, regia di Francesco Tasselli (2020)

### Televisione

#### Sceneggiatore
- LAF, Reclusione – serie TV (2016)
- Il grande Smog (Blue Peaks), – serie TV (2017)
- Under the rug, regia di Alì W.Younis – film TV (2019)
- The Acrobat – serie TV (2020)

## Teatrografia
Drammaturgo
- Maria Sotterrata, regia di Valentina Malcotti (2016)
- Babbo vs Beffy, regia di Valentina Malcotti (2018)
- Fuori dai Denti, regia di Enrica Barel (2019)